# Geoff Leigh
Geoff Leigh (5 ottobre 1945) è un flautista, sassofonista e polistrumentista inglese. Fu a inizio carriera membro del gruppo di avant-progressive rock Henry Cow; ha al suo attivo numerose collaborazioni con musicisti di rilievo e ha fondato alcuni gruppi con i quali ha pubblicato diversi album.
Musicista eclettico, ha spaziato in diversi generi tra i quali l'avant-progressive rock, il free jazz, la world music,la musica elettronica, la musica etnica e la fusion. Si è impegnato politicamente e nel sociale, con gruppi di cui è stato membro si è esibito in alcune edizioni del festival Rock in Opposition.

## Biografia

### Inizio carriera e collaborazioni con gruppi della scena di Canterbury
Iniziò la carriera nel 1968 esibendosi in tournée con alcune band di jazz, rock e soul nel Regno Unito e in Europa. L'anno successivo si unì ai Mouseproof, un gruppo britannico che esplorava le nuove tendenze di quel periodo, con i quali pubblicò nel 1970 il primo album e partecipò nel 1971 al Glastonbury Festival. In questo periodo entrò in contatto con importanti musicisti legati alla scena di Canterbury come Daevid Allen, Kevin Ayers, Robert Wyatt, fu inoltre invitato a suonare in alcuni concerti di John Martyn a Londra.
Particolare importanza nel suo percorso musicale ha avuto l'ex compagno di scuola, il batterista Chris Cutler, che dopo averlo fatto suonare come ospite nei suoi Henry Cow lo fece entrare nella formazione nel 1972. L'anno dopo gli Henry Cow pubblicarono per la Virgin Records il loro primo album, Leg End, e in dicembre Leigh lasciò il gruppo. In quel periodo collaborò con importanti musicisti della Virgin tra cui Kevin Ayers, i Gong, John Martyn e Mike Oldfield. Di rilievo le sue apparizioni come ospite nell'album di esordio degli Hatfield and the North, pubblicato nel 1974, e nei due dischi del 1975 pubblicati assieme dagli Slapp Happy e dagli Henry Cow, Desperate Straights e In Praise of Learning.

### Primi gruppi da lui fondati, inizi da solista e altre collaborazioni
Nel gennaio 1974 formò i Radar Favourites, che si sciolsero nel 1975 dopo che la Virgin si rifiutò di scritturarli ritenendo esosi gli ingaggi richiesti. Loro registrazioni di quel periodo furono pubblicate nel disco Radar Favourites solo nel 2010. Sposò la cantante e tastierista dei Radar Favourites, Cathy Williams, con la quale continuò a suonare prima nel duo Rag Doll e quindi nel collettivo teatrale-musicale Red Balune, formatosi nel 1976 quando i due musicisti furono invitati a suonare al Bristol Arts Centre, e progressivamente ingranditosi arrivando a coinvolgere fino a 30 componenti. I Red Balune si esibirono suonando nei loro concerti diversi generi, presero parte a dimostrazioni politiche e ad altri eventi. Con la loro casa discografica MCCB, pubblicarono nel 1978 Spider In Love/Capitalist Kid, un singolo acid punk divenuto un classico della musica underground. Leigh e la Williams si impegnarono anche nel sociale con il Share Community Theatre, un'organizzazione di beneficenza che assisteva disabili e disadattati. Nel settembre 1978 Leigh si trasferì in Belgio, dando inizio al suo progetto solista "The Modern World of Geoff Leigh". A Bruxelles suonò con i gruppi locali Aksak Maboul e Univers Zero, e nel dicembre 1978 pubblicò il secondo lavoro dei Red Balune, l'EP Maximum Penalty, con la collaborazione di Chris Cutler, Fred Frith, Tim Hodgkinson e Marc Hollander.
Nel 1979 Leigh pubblicò The Chemical Bank, il suo primo EP, e per un breve periodo si esibì da solo in Belgio e Francia, l'anno dopo fondò i Kontakt Mikrofoon Orkest, che nel 1981 presero il nome The Black Sheep e pubblicarono l'EP Animal Sounds. Il gruppo si stabilì a Rotterdam, dove divenne popolare, e iniziò una serie di concerti in diversi paesi europei. Nel 1982 Leigh si concesse una pausa e nel 1984 fu tra i fondatori dei Random Bob, un gruppo di improvvisazione che si basava su world music, jazz e musica elettronica e che pubblicò su musicassetta Painting By Numbers, prima di sciogliersi nel 1986. Quello stesso anno rifondò i Black Sheep con una nuova formazione che comprendeva anche Loek van Saus, Lindsay Cooper e Chris Cutler. In quel periodo si esibì nei Paesi Bassi anche in duo con Azad Oberoi, percussionista dei Random Bob.
Negli anni seguenti collaborò con diversi gruppi di musica etnica e jazz e si esibì in duo sia con Claude Jansens, con il quale realizzò anche musiche per pubblicità e documentari televisivi, che con John van Rijmenant. Scrisse con l'autore marocchino Abid le musiche per uno spettacolo teatrale di Sabra Ben Arfa. Nel 1988 pubblicò il suo primo album, From Here to Drums, accreditato anche all'ex tastierista degli Aksak Maboul Frank Wuyts. Quello stesso anno, assieme ad alcuni musicisti rock di sinistra di Bruxelles formò la Morton Fork Gang, un gruppo con influenze avant-rock ispirato a Sun Ra e Charles Mingus, che riscosse successi dalla critica. Fu questo il suo ultimo progetto musicale prima di una lunga interruzione dovuta a motivi di salute.

### Malattia e lunga convalescenza
Nel 1989, in seguito a un'operazione ai denti mal riuscita si trovò a combattere con una disfunzione neurologica che due anni dopo degenerò in una distonia, disturbo pressoché incurabile che gli procurò spasmi muscolari incontrollabili, in particolare dei muscoli facciali, e che quindi gli pregiudicò la possibilità di suonare i fiati. Tra la fine del 1992 e l'inizio del 1994 era riuscito a esibirsi in alcuni concerti, a tenere delle sessioni di registrazione e a fondare il trio Highly Irregulars con il bassista Jack Monck e il percussionista e cantante Lahcen Lahbib, ma dovette ben presto smettere di suonare per l'acutizzarsi della malattia. Solo un paziente su 10 afflitti da distonia era in grado di migliorare le proprie condizioni con i farmaci disponibili a quel tempo; Leigh lottò contro la malattia per alcuni anni e alla fine riuscì ad ottenere risultati che gli permisero di tornare a suonare.

### Ritorno sulle scene
Nel 1997 tornò sulle scene e formò con Colin Edwin dei Porcupine Tree gli Ex-Wise-Heads, gruppo di world fusion con cui tornò ad incidere dischi e a esibirsi dal vivo. Il primo album pubblicato fu nel 2000 No Grey Matter; mentre le precedenti registrazioni del 1998 furono pubblicate nel 2016 nell'album Everything is Hear. Nel 2003, gli Ex Wise Heads pubblicarono il secondo album Time and Emotion Study con il contributo del violinista Peter Knight, già membro degli Steeleye Span. Il gruppo si esibì dal vivo fino al 2005 ma negli anni successivi continuò a suonare in studio e a realizzare altri album. Altri progetti di Leigh in quegli anni furono il duo Men Working Overhead con il percussionista Tom Zunk e un altro duo con il cantante Lucianne Lassalle, entrambi basati sull'improvvisazione; rimise anche assieme la formazione originale dei Black Sheep. Nel 2005 prese parte alla tournée britannica dei Faust e ad alcuni concerti londinesi di membri della stessa band, con la quale suonò nei concerti da cui fu tratto il CD Faust....in Autumn, pubblicato a fine 2006. Quell'anno Leigh pubblicò l'album Mirage con Cathy Williams.

### Nuovi progetti musicali
Il 2009 fu per Leigh un anno particolarmente denso di impegni musicali. Fu coinvolto in nuovi progetti comprendenti esibizioni da solo, in duo con Simon Crab, diversi concerti e l'album Upstream con la pianista giapponese Yumi Hara Cawkwell, la collaborazione con l'Hastings Electric Palace Cinema, per il quale accompagnò con musica dal vivo cortometraggi sperimentali, e la collaborazione con il gruppo di rock psichedelico Acid Mothers Temple. Da un concerto tenuto nell'agosto 2009 in Germania con Yumi Hara e gli ex Henry Cow Chris Cutler e John Greaves prese forma con questi artisti il nuovo gruppo The Artaud Beats, che pubblicò l'album dal vivo Live At Avantgarde Festival. Quello stesso anno formò anche i Warrior Squares, un gruppo dell'East Sussex che si basa sull'improvvisazione.
Nel 2010, dopo una breve tournée in Italia dove suonò con il chitarrista Adriano Lanzi, Leigh fu costretto ad una nuova pausa dovuta a nuovi dolori ai denti, che lo obbligarono a smettere di nuovo di suonare. Prima di fine anno tornò ad esibirsi in concerto e a partecipare alle registrazioni di nuovi album con gli Ex Wise Heads e con Uwe Bastiansen. Nel 2011 si esibì in Italia, Francia, in Germania e in Russia, mentre con The Artaud Beats suonò in Norvegia. Nel 2012 tenne altri concerti in diversi paesi con gli Ex Wise Heads e The Artaud Beats, che nel 2013 tennero 14 concerti in Giappone e l'anno dopo presero parte al primo Rock in Opposition Festival di Tokyo. Sempre nel 2014 prese il via il nuovo progetto Jump for Joy, con Jean–Herve Peron, Zappi Diermaier, Chris Cutler e Yumi Hara. Tra le varie attività di Leigh nel 2015, di rilievo fu la pubblicazione del nuovo album degli Artaud Beats, Logos, e un nuovo concerto dei Jump for Joy con la partecipazione di Geraldine Swayne, dal quale fu tratto l'album Bat Pullover.
Nel 2016 nuovi concerti degli Artaud Beats e concerti di Leigh in Giappone con il leader degli Acid Mothers Temple Makoto Kawabata, assieme al quale pubblicò l'album Spatial Roots. Altri suoi concerti in Giappone in quell'anno furono con Tatsuya Yoshida, Kazuto Shimizu, Mitsuru Tabata e Darren Moore. I Jump for Joy presero parte al Rock In Opposition Festival in Francia. Nel 2016 uscì USA - Original Demo, album che raccoglie suoi demo del 1991 con Joe Higham e Dounia Depoorter, attribuito a Geoff Leigh & Friends. Nel 2016 fu pubblicato anche l'album Pardonne-moi, Olivier!, in collaborazione con Økapi e Mike Cooper. Nel 2017, tra le altre cose Leigh fece con Kawabata un tour europeo, pubblicò l'album Into The Fire tratto da un concerto dal vivo con Kawabata nel 2016, e incise due album con i francesi Haricot Massacre e VI!VI!VI!. Nel 2018 pubblicò gli album Villa K con Kawabata, Keeping Score con i Jump for Joy e Live at Delsol Cafe, tratto da un concerto del 2016 con Kawabata e Augo Tanimoto.

## Discografia
Di seguito una selezione dei dischi pubblicati da Leigh.

### Album
- 2004 Things From The Past - Ad Hoc Records, compilation di brani di Geoff Leigh, Black Sheep, Red Balune e Kontakt Mikrofoon Orkest
- 2016 USA - Original Demo - auto-pubblicato e scaricabile sul sito bandcamp.com, demo del 1991 attribuito a Geoff Leigh & Friends

### EP
- 1979 The Chemical Bank - MCCB

### Album attribuiti a Leigh e altri musicisti
- 1988 From Here To Drums - No Man's Land, con Frank Wuyts
- 2006 Mirage - Hard World, con Cathy Williams
- 2009 Upstream - Moonjune Records, con Yumi Hara
- 2010 Live In Sweden - auto-pubblicato e scaricabile sul sito bandcamp.com, con Magnus Alexanderson
- 2016 Spatial Roots - Acid Mothers Temple, con Makoto Kawabata
- 2016 Pardonne-moi, Olivier! - Off, con Økapi e Mike Cooper
- 2016 Co - Lab - auto-pubblicato e scaricabile sul sito bandcamp.com, con Mark Hewins
- 2017 Concert For Two Flies & A Mouse - auto-pubblicato e scaricabile sul sito bandcamp.com, con Frank Wuyts
- 2017 Live @ Bar Ishee, Tokyo - auto-pubblicato e scaricabile sul sito bandcamp.com, con Darren Moore e Mitsuru Tabata
- 2017 Into The Fire - auto-pubblicato e scaricabile sul sito bandcamp.com, con Makoto Kawabata
- 2018 Villa K - auto-pubblicato e scaricabile sul sito bandcamp.com, con Makoto Kawabata
- 2018 Live at Delsol Cafe - auto-pubblicato e scaricabile sul sito bandcamp.com, con Makoto Kawabata

### Collaborazioni
- 1970 Mouseproof - UNI Records, con i Mouseproof
- 1973 Leg End - Virgin, con gli Henry Cow
- 1974 Hatfield and the North - Virgin, con gli Hatfield and the North
- 1975 In Praise of Learning - Virgin, con Slapp Happy e Henry Cow
- 1975 Desperate Straights - Virgin, con Slapp Happy e Henry Cow
- 1976 Concerts - Caroline Records, con gli Henry Cow
- 1978 Spider In Love/Capitalist Kid - MCCB Records, singolo con i Red Balune
- 1979 Maximum Penalty - MCCB Records, EP con i Red Balune
- 1979 Pierre Vassiliu - RCA, con Denis Van Hecke e Pierre Vassiliu
- 1981 Onze Danses Pour Combattre La Migraine - Crammed Discs, con Marc Hollander e Aksak Maboul
- 1982 Animal Sounds - MCCB, EP con i Black Sheep
- 1982 Présentement - RCA, con Pierre Vassiliu
- 1985 Painting by Numbers - auto-pubblicato, con i Random Bob
- 1988 The Russians Are Coming - A Classic Guide to No Man's Land - No Man's Land, con autori vari
- 1990 The Morton Fork Gang - auto-pubblicato, con The Morton Fork Gang
- 1994 Flotsam Jetsam - Rough Trade Records, con Robert Wyatt
- 2000 No Grey Matter - Hidden Art, con gli Ex-Wise Heads
- 2002 Time and Emotion Study - Hard World, con gli Ex-Wise Heads
- 2006 Holding Up The Sky - Hard World, con gli Ex-Wise Heads
- 2007 Grounded - auto-pubblicato, con gli Ex-Wise Heads
- 2007 Celestial Disclosure - Tonefloat, con gli Ex-Wise Heads
- 2008 Liquid Assets - Hard World, con gli Ex-Wise Heads
- 2009 Live at Avantgarde Festival, con The Artaud Beats
- 2010 Radar Favourites - Reel Recordings, con i Radar Favourites
- 2010 Out Of Quarantine - auto-pubblicato e scaricabile sul sito bandcamp.com, con gli X Black Sheep
- 2011 Tanz Den Deutsch.l.a.n.d. - auto-pubblicato, con gli Stadtfischflex
- 2011 Stadtfischflex - Clouds Hill Ltd., con gli Stadtfischflex
- 2011 Schemata - Hard World, con gli Ex-Wise Heads
- 2012 Nødutgang. Bodø 28.10.11 - auto-pubblicato, con The Artaud Beats
- 2013 Shibuya 17.06.12 - auto-pubblicato, con The Artaud Beats
- 2013 Japan 2012 Revisited - auto-pubblicato, con The Artaud Beats
- 2013 Saccades - Thisco, con Simon Crab
- 2014 Black Sails - Global Recording Artists, con gli Sleepyard
- 2015 Logos - Bonobo's Ark Records, con The Artaud Beats
- 2015 Warrior Squares Vol. 1 - auto-pubblicato, con i Warrior Squares
- 2016 Everything Is Hear - Burning Shed, registrazioni del 1998 con gli Ex-Wise-Heads
- 2016 Bat Pullover - Bonobo's Ark Records, con i Jump for Joy
- 2016 Dark Fat - United Jnana, con i Nurse with Wound
- 2016 KMO Live In Paris 1981 - auto-pubblicato e scaricabile sul sito bandcamp.com, live del 1981 con i Kontakt Mikrofoon Orkest
- 2018 Keeping Score - Occasional Records, con i Jump for Joy